# Station Möhlenwarf
Station Möhlenwarf was een halte langs de spoorlijn (Groningen -) Nieuweschans - Ihrhove (- Leer), gelegen in Möhlenwarf in de Duitse deelstaat Nedersaksen. Het station werd geopend in 1876 en is gesloten voor het personenvervoer in 1963. 
In 2015 heeft de deelstaat Nedersaksen tientallen (voormalige) stations met voldoende potentiële reizigers aangewezen voor mogelijke heropening, waaronder drie stations aan de spoorlijn Ihrhove - Nieuweschans. Omdat in de dienstregeling slechts plaats is voor twee nieuwe stations, is heropening er niet van gekomen. De stations van Bunde (Ostfriesl) en Ihrhove kregen de voorkeur.
0,0: Ihrhove ·
5,7: Hilkenborg ·
8,0: Weener ·
11,2: Möhlenwarf ·
13,2: Bunde (Ostfriesl) ·
18,3: Bad Nieuweschans